# Фонд Бекли
Фонд Бекли — благотворительный фонд, поддерживающий исследования сознания и его модуляции с точки зрения мультидисциплинарной перспективы. Расположен вблизи села Бекли (Оксфордшир, Великобритания). Фонд содействует исследованиям в области науки, здравоохранения, политики и истории методов, используемых для изменения сознания, от медитации к использованию психоактивных веществ. Деятельность Фонда включает направление научно-исследовательских программ, проведение международных семинаров высокого уровня наркополитики, исследования политики и распространения информации для ученых, специалистов здравоохранения, политиков и общественности. Фонд особенно заинтересован в научных исследованиях, имеющих практическое значение для улучшения здоровья и благополучия.  Был основан Амандой Филдинг.

## Основные семинары
- «Наркотики и мозг», Колледж Магдалены, Оксфорд (2002).
- «Роль наркотиков в обществе», Королевское общество (2003).
- «Междисциплинарная перспектива по проблемам алкоголизма и других рекреационных наркотиков», секретариат Кабинета министров, арка Адмиралтейства (2003).
- «Глобальная наркополитика — будущие направления», Вестминстерский дворец (2004).
- Международный семинар по наркополитике, Палата лордов, Вестминстерский дворец (2005).